# Alfa Doradus
Alfa Doradus (α Dor) – gwiazda w gwiazdozbiorze Złotej Ryby. Jest odległa od Słońca o około 169 lat świetlnych.

## Charakterystyka
Jest to gwiazda podwójna, której składnikami są olbrzym należący do typu widmowego A0 i gwiazda ciągu głównego, reprezentująca typ widmowy B9 (bywała też sklasyfikowana jako podolbrzym). Temperatury obu gwiazd to około 12 200 K, wyższe od temperatury fotosfery Słońca. Mają one jasność odpowiednio 157 i 68 jasności Słońca i promienie równe 2,8 i 1,9 promieni Słońca. Masy tych gwiazd są odpowiednio 3 i 2,7 razy większe niż masa Słońca, masywniejszy składnik zmienił się już w olbrzyma. Skład chemiczny tej gwiazdy odbiega od słonecznego, jest ona wzbogacona w krzem, co wiąże się z rozdzieleniem pierwiastków w jej atmosferze.
Składniki Alfa Doradus mają obserwowaną wielkość gwiazdową 3,62 i 4,57m, dzieli je na niebie 0,3 sekundy kątowej (pomiar z 2014 r.). W przestrzeni gwiazdy te średnio są oddalone o 9,7 au, ale ze względu na ekscentryczne orbity oddalają się do 17,5 au i zbliżają na 1,9 au w okresie 12,1 roku. Optyczny towarzysz Alfa Doradus AB, składnik C, dzieli od tej pary 77,2″ (pomiar z 1999 r.), ma on wielkość 10,2m i cechuje się odmiennym ruchem własnym.